# 16
Aquesta pàgina és per a l'any. Per al nombre, vegeu setze.

## Esdeveniments
- Els Querusc són derrotats per l'exèrcit romà en la batalla d'Idistavisus Campus.

## Naixements
- 16 de setembre - Drusil·la, germana de Calígula. (Morta el 38)
- Agripina II - Emperador romà.

## Necrològiques
- Escribònia - Segona esposa d'August. (Data probable)